# Квіти в дзеркалі
Квіти в дзеркалі (кит. трад.: 镜花缘; піньїнь: Jing huayuan) — алегоричний роман китайського лінгвіста Лі Жу-чженя, що створювався ним протягом десяти років (1810—1820) за часів династії Цін та був опублікований у 1827 році.

## Сюжет
Роман складається з двох частин та ста глав, перші шість глав переповідають події, яки стали вступом до основної сюжетної частини твору — під час бенкету небожителів на честь дня народження небесної цариці Си Ван Му богиня Місяця розгнівалася на богиню Квітів за те, що та відмовилася наказати квітам розпуститися серед зими. Богиня Місяця попереджає, що колись з'явиться на землі такий правитель, який підпише про це наказ, і тоді богині Квітів прийдеться покинути небо. Згодом під час бенкету імператриця Ухоу (У Цзетянь), яка, узурпувавши владу в свого сина, була правителькою імперії Тан з 684 по 705 роки н. е., наказує квітам розпуститися. Богиня Квітів, яка грає у шахи з подругами, не встигає виконати наказ, а деякі феї, не чекаючи на неї, наказують своїм квітам заквітнути. Через це богиню Квітів та її сто фей засилають на землю у вигляді смертних, таким чином вони мають спокути свою провину.
У першій з двох частин розповідається історія Тан Ао, книжника, який склав державний іспит, але був позбавлений титулу через звинувачення у підготовці повстання проти імператриці Ухоу. Богиня Квітів у своєму земному перевтіленні народжується у родині Тан Ао, де її називають Сяо-шань. Вирішивши стати безсмертним, Тан Ао вирушає в далеку подорож з Лінь Чжи-яном, братом своєї сестри, щоб слідувати шляхом Дао. Протягом своєї подорожі він відвідує багато країн (Країну Жінок, Країну Чоловіків, Країну Андрогінів, Країну кольорових хмарин, Країну Шляхетних, Країну Величних, Країну людей з собачими головами, Країну людей з двома обличчями, Країну Привидів і т. д.), зустрічає дванадцять дівчат-фей та допомагає їм здолати перешкоди. Через це він стає безсмертним та зникає неподалік від легендарної гори на острові Малий Пенлай.
Богиня Квітів, донька Тан Ао Сяо-шань, вирушає на Малий Пенлай, щоб відшукати свого батька. На своєму шляху вона знайомиться з багатьма дівчатами, які колись теж були феями квітів. На острові вони зустрічають пустельника, який передає Сяо-шань листа від Тан Ао, той просить її повернутися додому та почати готуватися до державних іспитів. На острові Сяо-шань знаходить «Альтанку Сліз», де бачить на яшмовій плиті список імен ста дівчат, які зможуть скласти державний іспит у палаці імператриці Ухоу, після цього Сяо-шань повертається додому. У другій частині книзі Сяо-шань та сто інших дівчат успішно складають імператорський іспит для жінок. Виконавши своє конфуціанське призначення на землі, Сяо-шань повертається на острів Пенлай та стає безсмертною, а її подруги згодом разом зі своїми братами та чоловіками допомагають скинути імператрицю Ухоу та стати її синові імператором.
Вірогідний маршрут вигаданої морської подорожі Тан Ао починався від узбережжя південного Китаю та доходив до Піскадорських островів, острова Лусон, островів Індонезії, і, можливо, Таїті та Фіджі. Легендарна гора Куньлунь за деякими версіями знаходилася у горах Гіндукуш.

## Прочитання роману
Завдяки працям китайського критика Ху Ши, зокрема його статтям «Вступ до Jinghua yuan» (1923), «Китайська декларація про права жінок» та «Китайський Гулівер про права жінок», марксистські критики у КНР та СРСР стали прочитувати «Квіти у дзеркалі» як феміністичний роман і сприймати Лі Жу-чженя як піонера китайської феміністичної думки. Водночас Ся Чжи-тсін заперечив доречність подібного прочитання у статті «Книжник-новеліст у китайській культурі» (1977), зауваживши, що «Квіти у дзеркалі» є «алегоричним романом, написаним відповідно до канонів конфуціанської моралі та даоїстської мудрості». Ся Чжи-тсін заперечує також і «сатиричність» роману, зауваживши, що це визначення можна віднести тільки до перших сорока глав, після чого Лі Жу-чжень начинає радше не висміювати суспільство та його звичаї, а досліджувати особливості китайської культури.
«Квіти у дзеркалі» стали останньою з класичних новел у китайській літературі, а Лі Жу-чжень — останнім серед «вчених літераторів» (до яких відносили У Чен'еня, У Цзинцзи, Цао Сюеціня). Після Опіумних війн 1839—1842 років фігуру «літератора-вченого» поступово змінила фігура «письменника-журналіста», який все ще приймав конфуціанські цінності, але не міг прийняти даоїзму. Відмовляючись від тлумачення «Квітів у дзеркалі» як пригод китайського «Гуллівера-фемініста», Ся Чжи-тсін пропонує розглядати сюжет як такий, що базується на трьох ідеалах: лояльності правителю (chung), пошани до батьків (hsiao) та пошуків даоїстського безсмертя (hsien). Головна героїня Сяо-шань грає три ролі — слухняної доньки, талановитої літераторки та людини, що може досягти просвітлення. Крім того, її досягнення підкреслюють значимість писемної культури (wen) та конфуціанського ідеалу пошуків морального самовдосконалення, доводячи, що даоїстський та конфуціанський шляхи є однаково гідними.

## Переклади
- Ли Жу-Чжэнь. Цветы в зеркале. — Москва, Ленинград: АН СССР, 1959. — Литературные памятники. — 788 с.(рос.)
- Li, Ju-chen. Flowers in the mirror / Li Ju-chên. Translated and edited by Lin Tai-yi. — Berkeley: University of California Press, 1965. — 310 p.(англ.)
- Li, Ju-chen. Im Lande der Frauen. Ein altchinesischer Roman mit acht Holzschnitten / Li Ju-tschen. Aus dem Chines. übers, von Friedrich K. Engler. — Zürich: Verlag Die Waage, 1970. — 194 p.(нім.)